# لوك ستينز
لوك ستينز (مواليد 22 مارس 1995) هو لاعب كرة يد هولندي يلعب في نادي باريس سان جيرمان ومنتخب هولندا.